# World Games 2017/Teilnehmer (Madagaskar)
| Gelbes Symbol für Goldmedaillen mit stilisierten Olympischen Ringen | Graues Symbol für Silbermedaillen mit stilisierten Olympischen Ringen | Braundes Symbol für Bronzemedaillen mit stilisierten Olympischen Ringen |
| ------------------------------------------------------------------- | --------------------------------------------------------------------- | ----------------------------------------------------------------------- |
| —                                                                   | —                                                                     | —                                                                       |

Madagaskar nahmen in Breslau an den World Games 2017 teil. Die Delegation bestand aus 2 Athleten und 2 Athletinnen.

## Teilnehmer nach Sportarten

### Boules
| Athleten                                                         | Wettbewerb           | Qualifikation                                      | Qualifikation | Halbfinale                          | Halbfinale    | Finale/Platz3 | Finale/Platz3                          | Rang          | Rang                          | Rang          | Rang          |
| Athleten                                                         | Wettbewerb           | Punkte                                             | Rang          | Gegner                              | Ergebnis      | Gegner        | Ergebnis                               | Rang          | Rang                          | Rang          | Rang          |
| ---------------------------------------------------------------- | -------------------- | -------------------------------------------------- | ------------- | ----------------------------------- | ------------- | ------------- | -------------------------------------- | ------------- | ----------------------------- | ------------- | ------------- |
| Frauen                                                           |                      |                                                    |               |                                     |               |               |                                        |               |                               |               |               |
| Vonifanja Rakotoalijohn                                          | Péntaque Schießspiel | 70                                                 | 4             | Caroline Bourriaud                  | 15:24         | Guijin Chao   | 14:36                                  | 4             | 4                             | 4             | 4             |
| Athleten                                                         | Wettbewerb           | Qualifikation                                      | Qualifikation | Qualifikation                       | Qualifikation | Halbfinale    | Finale/Platz3                          | Finale/Platz3 | Rang                          | Rang          | Rang          |
| Athleten                                                         | Wettbewerb           | Gegner                                             | Ergebnis      | Gegner                              | Ergebnis      | Ergebnis      | Gegner                                 | Ergebnis      | Rang                          | Rang          | Rang          |
| Vonifanja Rakotoalijohn Ifidimalala Razanapanala                 | Péntaque Doppel      | Maria Jose Perez Adelino Veronica Martinez Latorre | 13:6          | Indra Lisa Waldbusser Lea Mitschker | 13:5          | 10:13         | Anne Maillard Caroline Bourriaud       | 3:13          | 4                             | 4             | 4             |
| Athleten                                                         | Wettbewerb           | Qualifikation                                      | Qualifikation | Halbfinale                          | Halbfinale    | Finale/Platz3 | Finale/Platz3                          | Rang          | Rang                          | Rang          | Rang          |
| Athleten                                                         | Wettbewerb           | Punkte                                             | Rang          | Gegner                              | Ergebnis      | Gegner        | Ergebnis                               | Rang          | Rang                          | Rang          | Rang          |
| Männer                                                           |                      |                                                    |               |                                     |               |               |                                        |               |                               |               |               |
| Andriamahandry Tafita Angello Mickael                            | Péntaque Schießspiel | 90                                                 | 4             | ausgeschieden                       | ausgeschieden | ausgeschieden | ausgeschieden                          | ausgeschieden | ausgeschieden                 | ausgeschieden | ausgeschieden |
| Athleten                                                         | Wettbewerb           | Qualifikation                                      | Qualifikation | Qualifikation                       | Qualifikation | Qualifikation | Halbfinale                             | Halbfinale    | Finale/Platz3                 | Finale/Platz3 | Rang          |
| Athleten                                                         | Wettbewerb           | Gegner                                             | Ergebnis      | Gegner                              | Ergebnis      | Ergebnis      | Gegner                                 | Ergebnis      | Gegner                        | Ergebnis      | Rang          |
| Andriamahandry Tafita Angello Mickael Limasoon Solo Rasamimanana | Péntaque Doppel      | Diego Rizzi Fabio Dutto                            | 9:10          | Andre Marcel Lozano Claudy Weibel   | 13:6          | 13:4          | Thanakorn Sangkaew Sarawut Sriboonpeng | 12:13         | Manuel Romero Enrique Catalan | 5:13          | 4             |